# Sursingar
Sursingar är ett indiskt stränginstrument med bandlös greppbräda, något liknande en luta.